# Neotrichia browni
Neotrichia browni är en nattsländeart som beskrevs av Harris 1990. Neotrichia browni ingår i släktet Neotrichia och familjen smånattsländor. Inga underarter finns listade i Catalogue of Life.